# José de Avelar de Melo
José d'Avellar de Mello (Ilha do Pico — Ilha de São Jorge) foi o arquitecto Português e responsável pela reconstrução das igrejas das localidades do Norte Grande, Norte Pequeno, Ribeira Seca e da Igreja Matriz de Nossa Senhora do Rosário, na Vila do Topo, destruídas pelo Mandado de Deus, nome como ficou conhecido na história o sismo e maremoto ocorrido no dia 9 de Julho de 1757 abalou a Ilha de São Jorge e ilhas vizinhas.
Foi neto de Francisco Rodrigues da Ilha do Pico que em 1664 se deslocou para a vila das Velas a fim de dirigir as obras da Igreja Matriz de São Jorge, acabando por lá se radicar. Foi filho de Manuel de Avelar, que foi o arquitecto do edifício da Câmara Municipal de Velas.
De seus filhos salientaram-se: José d'Avellar de Melo em diversas construções na cidade da Horta, ilha do Faial; Matias d'Avellar que foi o responsável pela construção do Portão do Mar (Velas), nas Velas; João José d'Avellar e António d'Avellar que foram os arquitectos que ergueram a Igreja da Urzelina e o palacete dos Terreiros, onde nasceu o Dr. João Teixeira Soares de Sousa; Bento José d'Avellar que foi o arquitecto responsável por obras de restauro efectuadas no Convento de São Francisco de Angra de Angra do Heroísmo onde veio a ser sepultado.